# أرض عشتار
أرض عشتار أو إشتار تيرا قارة تقع في كوكب الزهرة الذي تبلغ درجة حرارته 450 درجة مئوية تقريباً، وهي القارة الأصغر من بين قارتي الكوكب. تقع أرض عشتار في نصف الكرة الشمالي بالقرب من القطب الشمالي. سميت القارة بهذا الاسم نسبة إلى الإلهة الأكادية عشتار.
مساحة القارة تعادل مساحة أستراليا مع الولايات المتحدة تقريباً. في الجزء الشرقي من القارة يقع جبل ماكسويل الذي يبلغ ارتفاعه (11 كلم)(6.8 ميل) (أعلى من جبل إفرست الذي يبلغ ارتفاعه( 8.8 كلم) (5.4 ميل)، في أحد أطراف السلسلة الجبلية تقع فوهة حمم قطرها 100كلم(62.1ميل) .
تحتوي القارة على أربعة سلاسل جبلية رئيسية: جبال ماكسويل في الساحل الشرقي، وجبال فريا في الشمال، وجبال أكنا في الساحل الغربي، وجبال دانو في المنطقة الجنوبية.